# Моралес, Ричард
Ри́чард Мора́лес (исп. Ríchard Javier Morales Aguirre; род. 21 февраля 1975[…], Монтевидео) — уругвайский футболист, завершивший карьеру в начале 2009 года. Участник чемпионата мира 2002 года, призёр Кубка Америки.

## Биография
Ричард Моралес начинал профессиональную карьеру в скромных клубах «Прогресо» и «Басаньес», пока в 1997 году не попал в состав гранда уругвайского футбола — «Насьоналя». Спустя год он помог «трёхцветным» прервать пятилетнюю гегемонию «Пеньяроля» в чемпионате страны.
В 2001 году Моралес дебютировал в сборной Уругвая и принял участие в Кубке Америки того года. 15 ноября он забил гол в ворота сборной Австралии в рамках стыковых игр к ЧМ-2002, этот гол вывел уругвайцев в финальную стадию Мундиаля. На самом же турнире Моралес отметился голом в ворота сборной Сенегала в драматичном матче, завершившемся со счётом 3:3. В 2004 году занял со сборной Уругвая 3-е место на Кубке Америки.
В январе 2003 года Моралес отправился в «Осасуну», где присоединился к своему соотечественнику Пабло Гарсии. В «Осасуне» нападающий постепенно стал игроком основы и по итогам сезона 2004/2005 помог команде избежать вылета в Сегунду.
Следующие два сезона выступал за «Малагу», после чего вернулся в «Насьональ». 5 августа 2008 года подписал контракт с бразильским «Фламенго». Но уже на следующий день автобус гранда из Рио подвергся атаке со стороны агрессивных болельщиков и Моралес разорвал соглашение, присоединившись к «Гремио». В этом бразильском клубе он провёл считанное число матчей и уже 16 февраля 2009 года решил перейти в один из сильнейших клубов Южной Америки последних лет — ЛДУ Кито. 2 апреля того же года Моралес объявил о завершении карьеры футболиста. Причиной тому стали хронические боли в спине.
В 2016—2017 годах был ассистентом Паоло Монтеро в «Боке Хуниорс», «Колоне» и «Росарио Сентраль».

## Достижения
- Чемпион Уругвая (4): 1998, 2000, 2001, 2002
- Победитель Лигильи Уругвая (2): 1999, 2007/08
- Бронзовый призёр Кубка Америки: 2004